# Marcia
Pour les articles homonymes, voir Marcia (homonymie).
Marcia est l'épouse de Marcus Ulpius Traianus et la mère de l’empereur Trajan. Elle est peut-être aussi la demi-sœur aînée de Marcia Furnilla, la seconde épouse de Titus, et la tante de Julia Titi.

## Biographie
Aucune source antique ne donne le nom de la mère de Trajan. Plusieurs éléments permettent de penser qu'elle est membre de la famille des Marcii Bareae, et c'est cette hypothèse probable qui est développée ici.
Marcia est née et est élevée à Rome, issue d’une famille noble et influente, les Marcii Bareae qui sont d'origine plébéienne et qui font remonter leurs origines à Ancus Marcius. Un Quintus Marcius Barea Soranus est consul suffect en 34, un autre en 52. Elle est née vers 33,.
Elle est peut-être la fille du sénateur romain Quintus Marcius Barea Soranus, consul en 52, ou y est liée d'une manière ou d'une autre. Barea Soranus est un ami du futur empereur Vespasien et son père est le consul de 34. Marcia a donc peut-être pour sœurs cadettes, ou demi-sœurs, Marcia Servilla et Marcia Furnilla, la seconde épouse de Titus,, fils de Vespasien. Julia Titi, née en 64, est issue de ce mariage, mais le couple divorce peu après,. La famille des Marcii Bareae est compromise dans la conjuration de Pison contre Néron en 65 et les Flaviens veulent préserver leur position,.
Pendant le règne de l’empereur Claude, elle est mariée au général et sénateur romain Marcus Ulpius Traianus. Il est originaire d’Italica dans la province romaine de la Bétique. Après leur mariage, ils y vivent quelque temps.
Ils ont une fille, Ulpia Marciana, née vers 50, qui épouse un Matidius, peut-être Caius Salonius Matidius Patruinus, un riche sénateur de rang prétorien. De ce mariage naît Salonina Matidia, vers 67. Cette dernière est mariée au moins deux fois, une première fois avec un Mindius, dont elle a une fille, Matidia, et la deuxième fois avec Lucius Vibius Sabinus, consulaire suffect, et c'est de ce mariage que naît alors Vibia Sabina, future épouse d'Hadrien. En troisièmes noces, elle épouse peut-être Libo Rupilius Frugi, ce qui ferait d'elle une des arrière-grands-mères de Marc Aurèle.
Ils ont aussi un fils, Marcus Ulpius Traianus, connu sous le nom de Trajan, né en 53. Il est empereur romain de 98 jusqu’à sa mort en 117. Il épouse Plotine, mariage sans enfant.
Marcia possède des propriétés appelées Figlinae Marcianae dans le nord de l’Italie, à quinze milles de Todi, en Ombrie, et de la maison ancestrale des Ulpii. Quand elle meurt, Trajan en hérite probablement.
On ne sait pas si Marcia vit assez longtemps pour voir son fils devenir empereur.
Aux environs de l'an 100, son fils fonde une colonie en Afrique du Nord qui est appelée Colonia Marciana Ulpia Traiana Thamugadi, actuelle Timgad. Trajan la baptise ainsi en l’honneur de sa mère, de son père et de sa sœur.

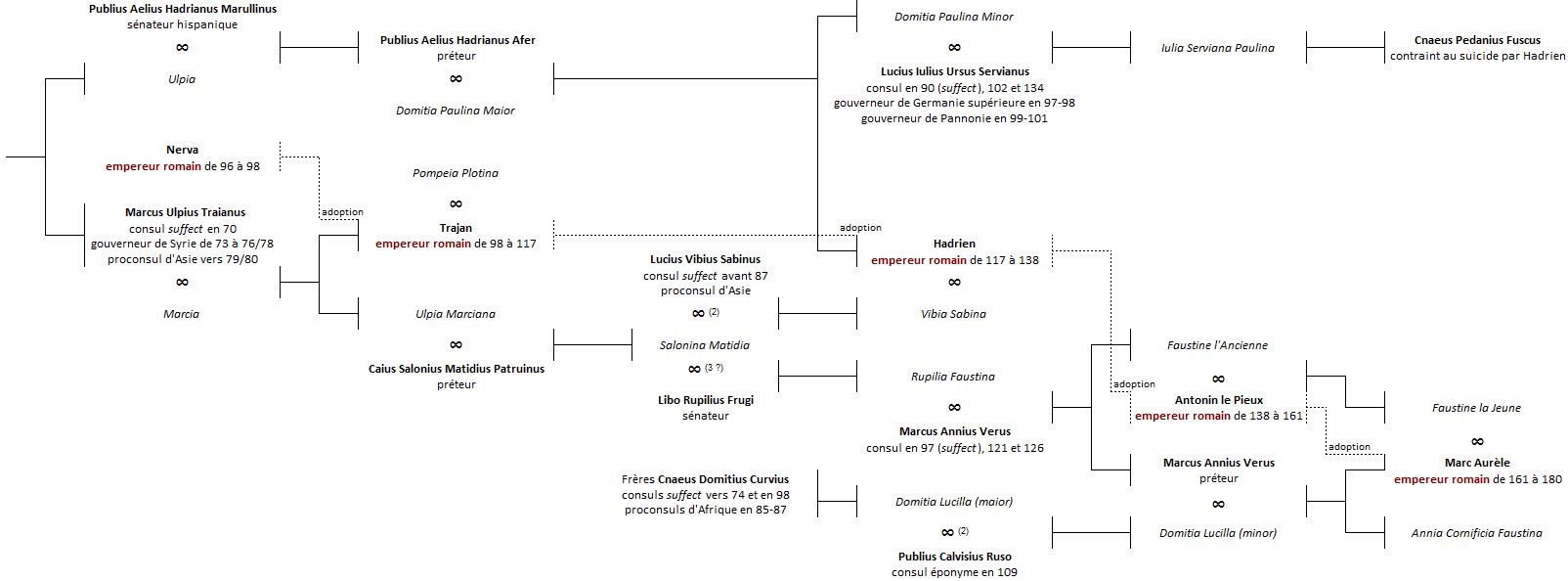
La famille de Trajan. Arbre non exhaustif.

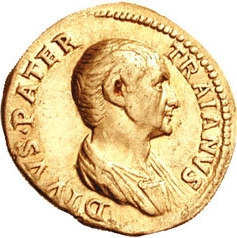
Portrait de Ulpius Traianus, son mari.
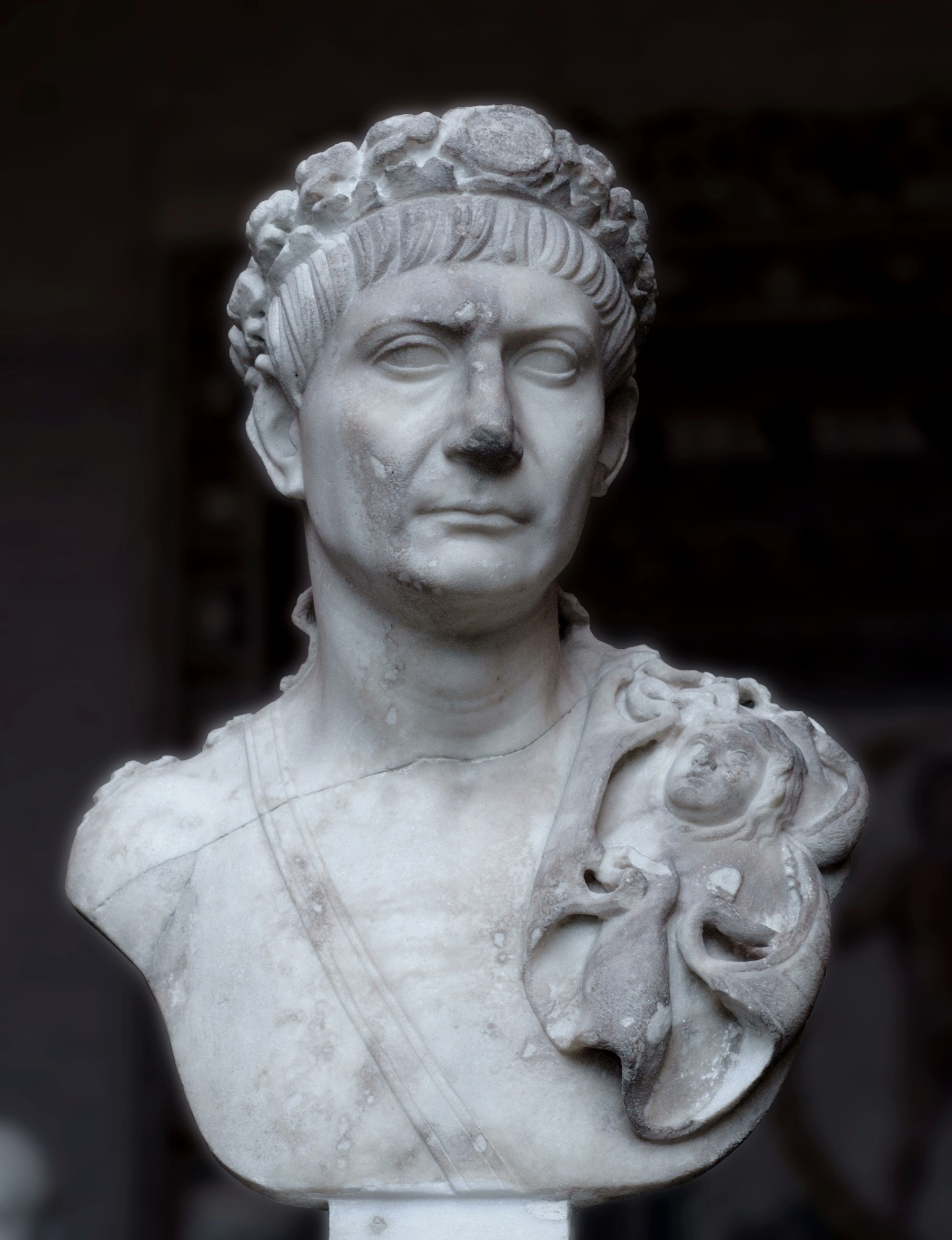
Buste de Trajan, son fils.
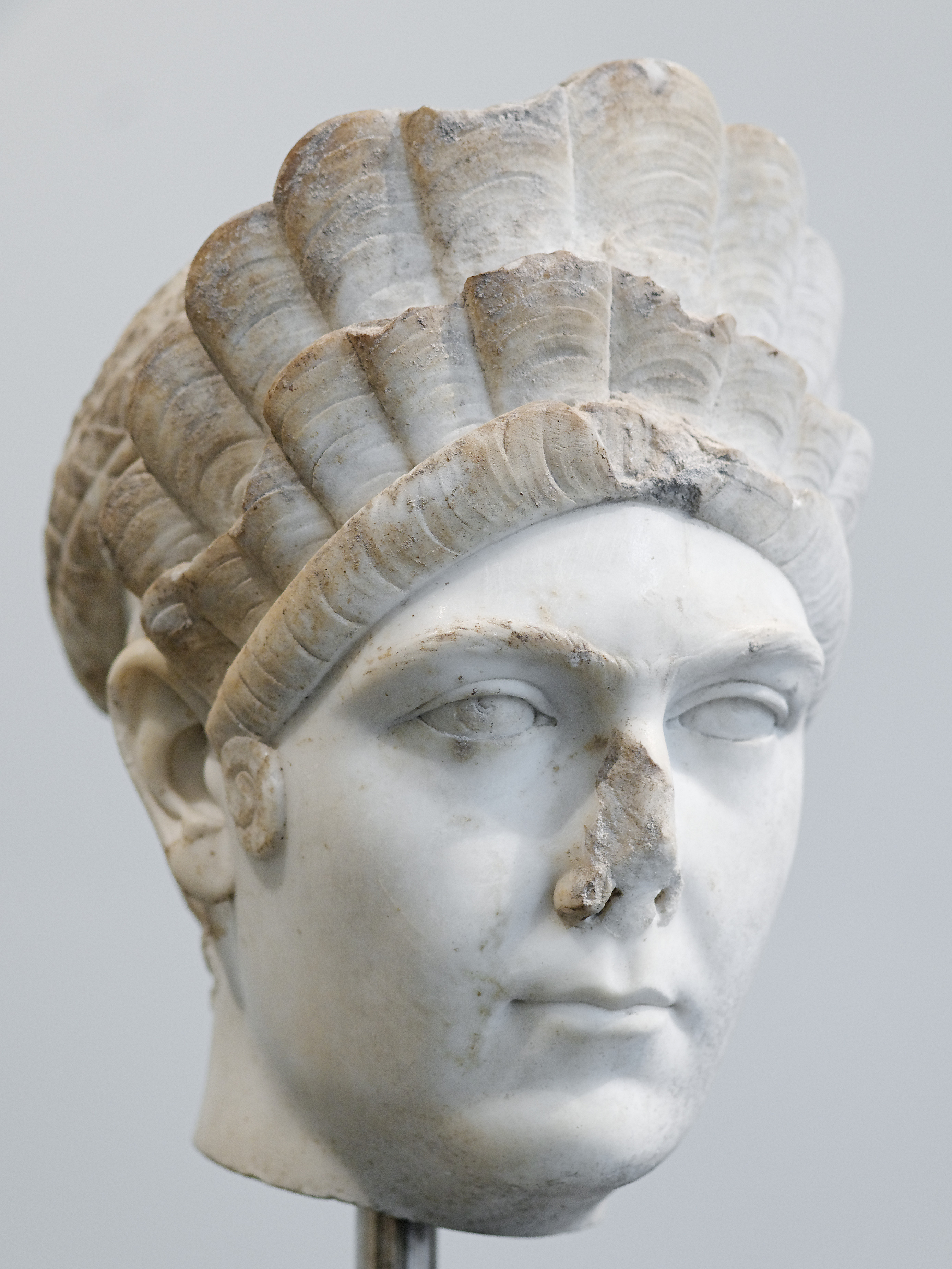
Buste de Ulpia Marciana, sa fille.
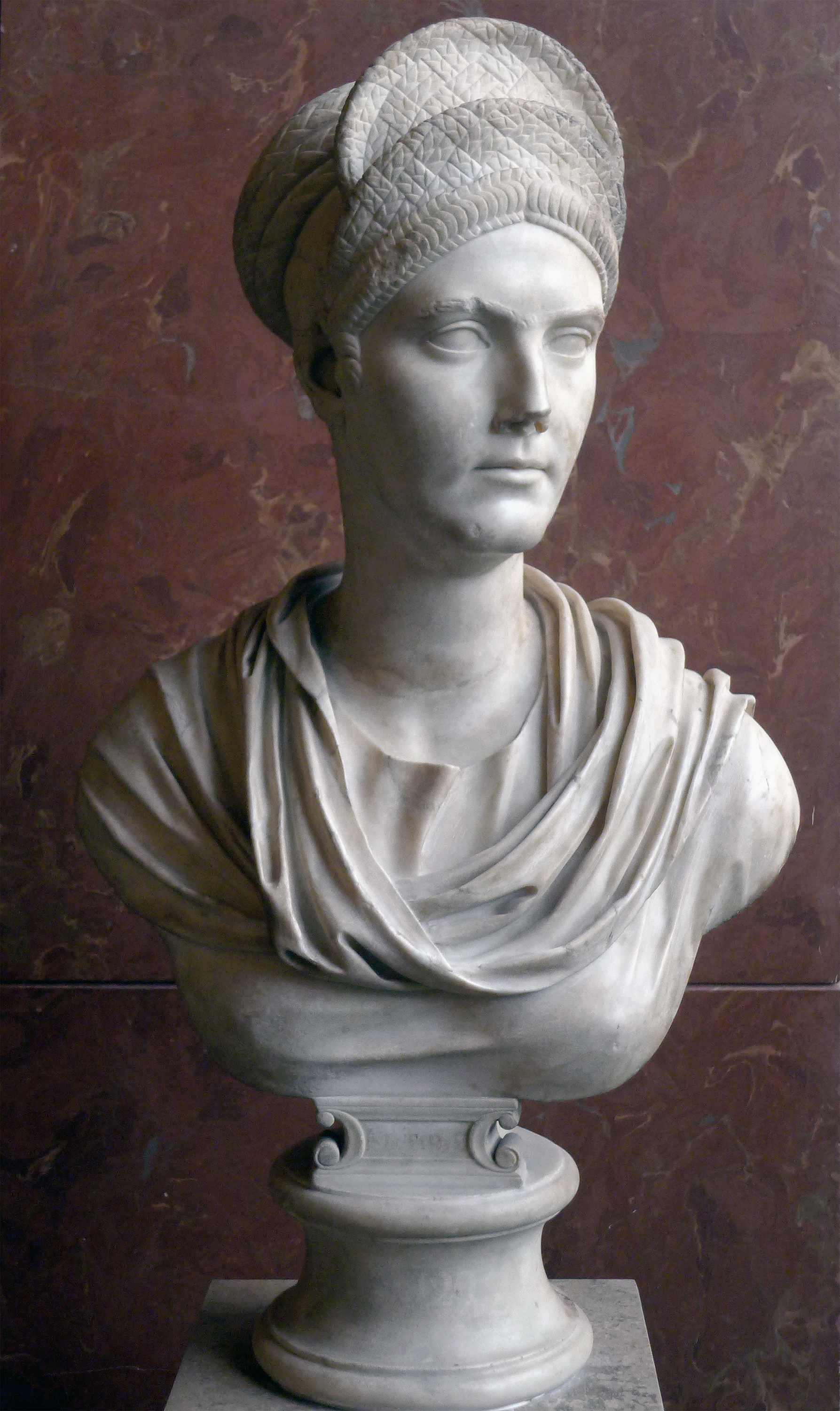
Buste de Salonina Matidia, sa petite-fille.
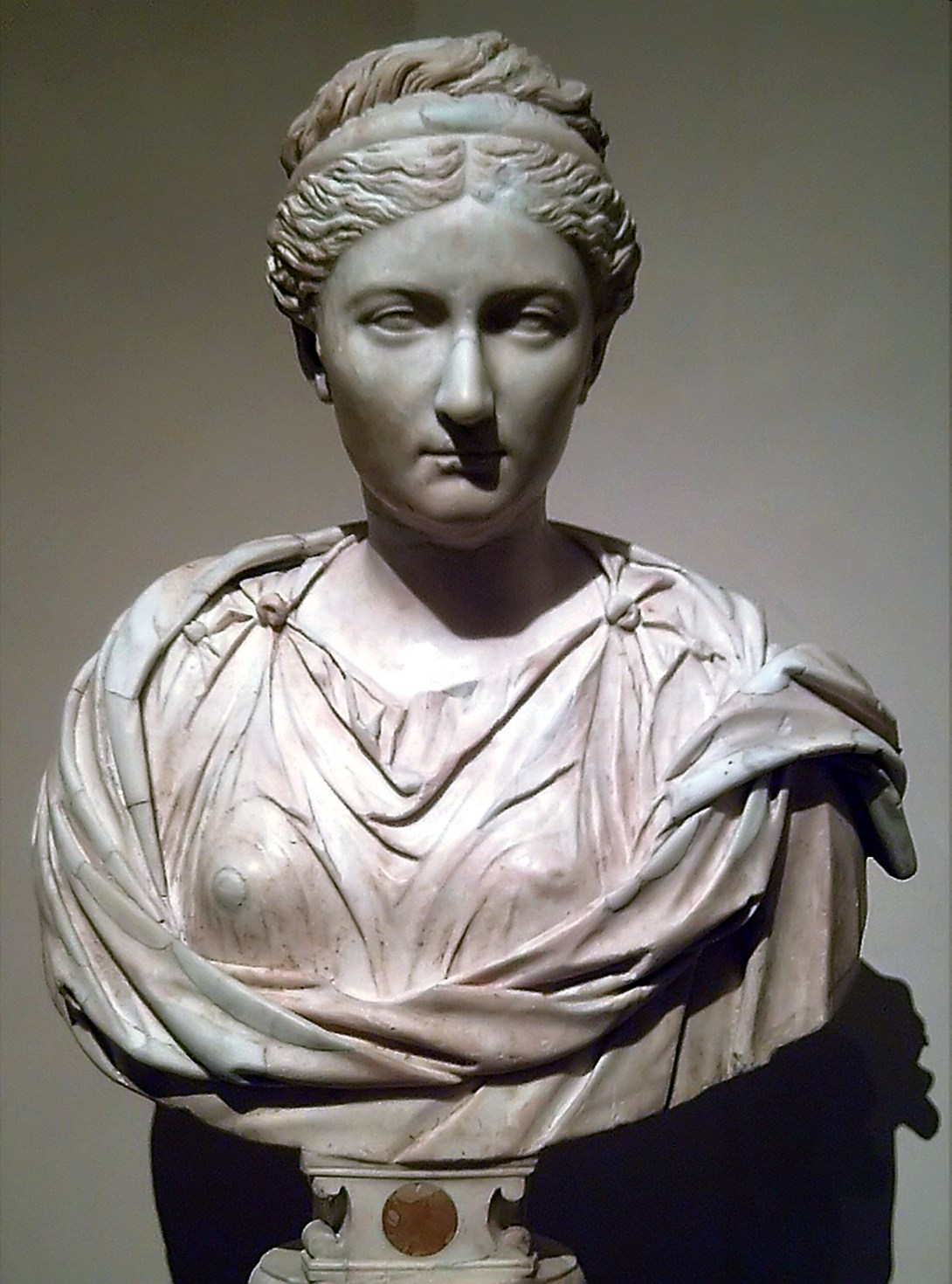
Buste de Sabine, son arrière-petite-fille.